# Jean d'Anjou
Pour l’article ayant un titre homophone, voir Jean Danjou.
Jean d'Anjou ou de Slavonie (hongrois : János; 1354–1360) est un prince royal hongrois de la Maison capétienne d'Anjou-Sicile. Il est le fils unique d'Étienne de Slavonie, duc de Croatie, Dalmatie et Slavonie, et de Marguerite de Bavière (en). Il hérite des duchés de son père peu après sa naissance. Il est considéré comme l'héritier présomptif de son oncle le roi Louis Ier, qui lui assure également les droits à l'héritage de Casimir III de Pologne. Toutefois Louis Ier et Casimir III lui survivent car Jean meurt prématurément à l'âge de 6 ans.

## Origine
Jean est le fils unique d' Étienne d'Anjou et de Marguerite de Bavière,. Étienne est lui-même le fils cadet de Charles Robert de Hongrie,.
En Hongrie, Étienne est considéré comme l'héritier présomptif de son frère aîné, Louis Ier de Hongrie, alors sans enfant mais la noblesse polonaise interdit à Étienne d’interférer dans les affaires polonaises lorsqu'elle confirme en 1351, les droits de Louis comme héritier du royaume de Pologne de leur oncle maternel, Casimir III de Pologne,.
la mère de Jean Marguerite (en) est une fils de l’Empereur Louis IV du Saint-Empire, qui arrive en Hongrie à l'automne 1350. La date et le lieu de naissance de Jean sont inconnus. Son père résidait à Zagreb lors de sa naissance , selon une charte de donation de sa mère établie dans cette ville. Étienne d'Anjou ne se rend pas à Zagreb en 1351 ni en 1352. La sœur de Jean, Èlisabeth, naît sans doute en 1353. De ce fait, la naissance de Jean doit intervenir à la fin de 1353 ou en 1354, selon l'historienne Éva B. Halász. Étienne avait déjà reçu l'investiture pour la Croatie, Dalmatie et Slavonie de Louis Ier.

## Duc titulaire
Étienne de Slavonie meurt le 9 août 1354. Jean hérite des domaines de son père sous la régence de sa mère. Il est considéré comme son héritier par le roi Louis Ier qui persuade également Casimir III de Pologne de l'adopter en 1355,.
Dans le contexte de la guerre contre Venise, Louis Ier nomme un lieutenant pour gouverner la Slavonie au printemps de 1356, et un ban pour administrer la Croatie et la Dalmatie en 1357. Jean, sera néanmoins titré duc de Slavonie, Croatie et Dalmatie en 1358. Il meurt dès 1360.

## Sources
- (hu) Éva B. Halász et Attila Zsoldos (dir.), Hercegek és hercegségek a középkori Magyarországon Dukes and Dukedoms in Medieval Hungary, Városi Levéltár és Kutatóintézet, 2016, 81–93 p. (ISBN 978-963-8406-13-2), « Anjou István herceg (1332–1354) »
- (hu) Enikő Csukovits, Gyula Kristó (dir.), Pál Engel (dir.) et Ferenc Makk (dir.), Korai magyar történeti lexikon (9–14. század) Encyclopedia of the Early Hungarian History (IXe – XIVe siècles), Budapest, Akadémiai Kiadó, 1994, 753 p. (ISBN 963-05-6722-9), « Stephen 7. », p. 294
- (en) Pál Engel, The Realm of St Stephen : A History of Medieval Hungary, 895–1526, I.B. Tauris Publishers, 2001, 416 p. (ISBN 1-86064-061-3)
- (en) Paul W. Knoll, The Rise of the Polish Monarchy : Piast Poland in East Central Europe, 1320–1370, The University of Chicago Press, 1972, 276 p. (ISBN 0-226-44826-6)